# S Columbae
S Columbae är en pulserande variabel av Mira Ceti-typ i stjärnbilden Duvan.
Stjärnan varierar i visuell magnitud från 8,9 till 14,2 med en period av 325,85 dygn.